# Echidnopsis radians
Echidnopsis radians là một loài thực vật có hoa trong họ La bố ma. Loài này được Bellerue-Bleck mô tả khoa học đầu tiên năm 1977.